# Prurigen

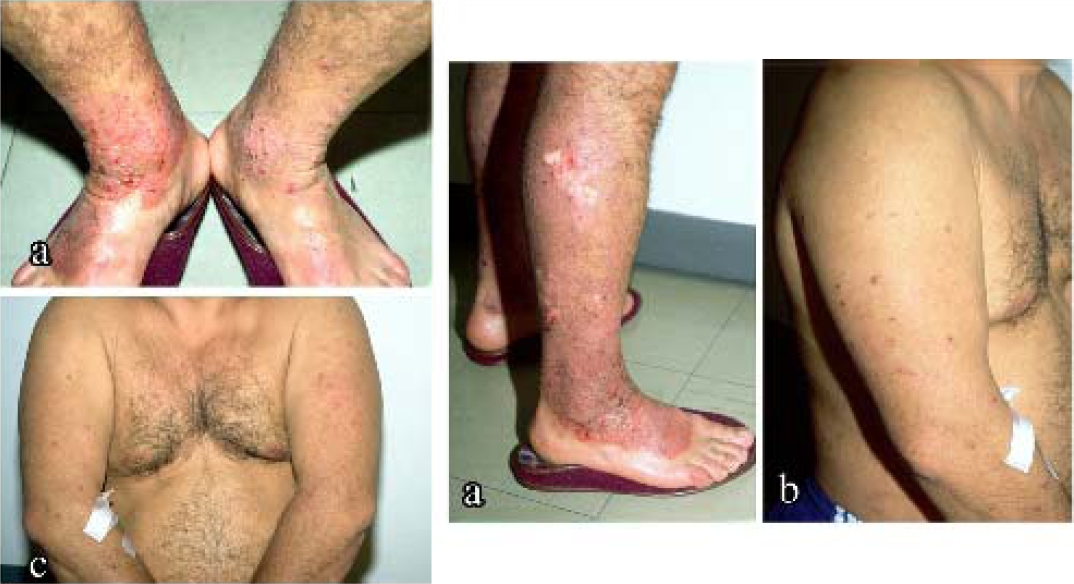
Exemples de prurigen nodular.

En medicina, el prurigen fa referència a una sensació desagradable que provoca la necessitat de gratar-se. Es presenta sobretot en afeccions de la pell que es caracteritzen per l'aparició de pàpules acompanyades de pruïja intensa, encara que també pot ser una manifestació particular de diversos processos sistèmics. Aquestes pàpules cutànies pruents i eritematoses acostumen a tenir forma de cúpula, amb una vesícula central petita. La vesícula és transitòria, a causa de la seva eliminació pel gratament, per la qual cosa és més freqüent observar una crosta sobre la pàpula.
La multiplicitat dels sinònims per a diverses entitats clíniques i les interpretacions dissemblants dels diferents dermatòlegs varen comportar fins fa poc i malgrat les propostes de diferents grups interdisciplinaris d'estudi encaminades a categoritzar coherentment aquesta condició, un cert desordre terminològic i classificatori avui dia normalitzat en l'àmbit europeu per un document de consens.
Les causes de prurigen són molt diverses: agents físics (fred, calor, llum solar), dieta cetogènica, colèstasi, insuficiència renal greu, picades de mosquit, mossegades de formiga o d'escolopendra, reaccions al·lèrgiques, intoxicació alimentària, equinococcosi, infecció pel virus de la varicel·la zòster, hepatitis C, hepatitis pel virus d'Epstein-Barr, infestació per ectoparàsits, trastorns endocrins, fàrmacs, meràlgia parestèsica, notàlgia parestèsica, malaltia de Kimura, malaltia de Kyrle, siringoma (un tumor benigne d'origen ductal ecrí) vulvar, limfoma de Hodgkin clàssic, epidermòlisi ampul·lar, limfoma cutani, policitèmia vera, leucèmia eosinofílica crònica FIP1L1-PDGFRA positiva, càncer de pàncrees, trombocitosi essencial, malaltia de Fabry, malaltia de Darier, oncodermatitis, malaltia de Fox-Fordyce, tumors cerebrals, factors psicològics, psoriasi, pemfigoide ampul·lar, pemfigoide gestacional i altres dermatosis de naturalesa autoimmune i inflamatòria, etc.

## Tipus de prurigen
Algunes malalties pruriginoses que es poden destacar són:
- Prurigen actínic. Rara dermatosi semblant clínicament a l'erupció polimorfa lumínica,[45] de la qual es diferencia pel fet de començar gairebé sempre abans de la pubertat, per la presència de les lesions tot l'any, encara que empitjori a l'estiu i per la localització tant en zones de la pell descobertes com cobertes. També és anomenat prurigen de Hutchinson, prurigen estival de Hutchinson o prurigen infantil.[46]

- Prurigen agre. Forma més greu del prurigen d'Hebra, caracteritzada per la presència de pàpules dures i excoriacions amb liquenificació, l'absència o escassetat de lesions urticariformes, la pruïja molt intensa i la presència d'adenopaties prominents axil·lars i inguinals. També ha estat anomenat prurigen de Besnier,[47] prurigen diatètic de Besnier, prurigen feroç o prurigen crònic multiforme de Lutz. Són antigues denominacions i actualment hom prefereix el terme de dermatitis atòpica.[48]

- Prurigen d'Hebra. Antiga denominació d'un prurigen d'observació freqüent en la infància tipificat per primera vegada per dermatòleg austríac Ferdinand von Hebra (1816-1880),[49] del qual se n'ha descrit una forma mitigada o prurigen mitis i una forma greu o prurigen agre. La varietat mitis probablement és el prurigen agut de la infància, mentre que la forma greu és -des del punt de vista histopatològic- una dermatitis atòpica.[50]

- Prurigen agut de la infància. Reacció d'hipersensibilitat cutània, d'ordinari secundària a la picada de diversos insectes, que es presenta en la infància, caracteritzada per l'aparició sobtada de seropàpules pruents amb una aurèola eritematosa prominent, distribuïdes de forma dispersa o agrupada pels braços i les cames, el coll, la cara i el tronc, que es transformen ràpidament per l'efecte de les gratades en excoriacions crostoses. Els insectes involucrats són puces, simúlids, xinxes, mosquits i àcars. També és anomenat prurigen simple agut de la infància o prurigen simple infantil, prurigen estrofulós,[51] estròful pruent, estròful de la infància, prurigen varicel·liforme, urticària papulosa de la infància, liquen urticat o liquen simple agut de Vidal.

- Prurigen anal. Molts casos de prurigen a la zona anal són idiopàtics o estan relacionats amb una higiene inadequada[52] i d'altres són conseqüència d'hemorroides, histiocitosi de cèl·lules de Langerhans cutània perianal,[53] fissures, fístules, infeccions micòtiques, oxiürosi, escabiosi, psoriasi, diarrea crònica, etc.[54]

- Prurigen crònic. Malaltia cutània intensament pruent caracteritzada per pàpules urticariformes i nodes eritematosos, amb engruiximent epidèrmic secundari al gratament, localitzats preferentment a les extremitats.[55] L'evolució és crònica, durant anys, i sovint insidiosa.[56] Les causes són la diabetis mellitus, la insuficiència renal,[57] la síndrome de Sjögren,[58] la micosi fungoide,[59] les malalties hematològiques,[60] l'ùs de diversos productes farmacèutics,[61] les afeccions prostàtiques inflamatòries o neoproliferatives,[62] etc. També és anomenat prurigen crònic simple, prurigen simple crònic, urticaria perstans (un terme obsolet avui en dia)[63] o urticària persistent i liquen obtús corni.

- Prurigen cubà o filipí. Forma d'anomenar la verola menor[64] a Espanya durant el segle xix.

- Prurigen del cuir cabellut.[65] Fins fa uns anys es considerava una varietat de liquen simple crònic limitada al cuir cabellut.

- Prurigen diabètic. Prurigen subagut en malalts amb diabetis mellitus,[66] sovint acompanyat de flictenes.[67]

- Prurigen gestacional. Erupció de pàpules intensament pruents que es presenta en el segon trimestre de l'embaràs (forma temprana) o bé en la darrera setmana de la gestació (forma tardana).[68] En la forma temprana les pàpules es localitzen principalment en la part superior del tronc i en la proximal de les extremitats, mentre que en la varietat tardana ho fan a l'abdomen, especialment en les estries cutànies.[69] Afecta a prop d'un 20 per cent de totes les dones embarassades amb una gravetat variable.[70] Actualment hom considera que es tracta d'un prurigen subagut de l'embaràs.[71]

- Prurigen invers. Nom donat a un suposat prurigen actínic que s'agreujaria durant l'hivern, en comptes de fer-ho durant l'estiu.

- Prurigen limfàtic. Prurigen subagut o crònic com a fenomen inespecífic de la leucèmia limfocítica crònica o de la síndrome de Sézary.[72]

- Prurigen limfogranulomatós. Prurigen subagut o crònic, de caràcter greu, amb excoriacions intenses, que apareix amb certa freqüència com un signe inespecífic en la malaltia de Hodgkin.[73]

- Prurigen melanòtic de Pierini i Borda. Varietat de prurigen consistent en una hiperpigmentació reticular de predomini en el tronc amb pruïja intensa, sovint insuportable, que es presenta en dones d'edat mitjana que pateixen una colangitis biliar primària.[74] El prurigen dels malalts afectats per aquesta patologia hepàtica té un impacte molt negatiu en la seva qualitat de vida[75] i sovint és refractari als tractaments convencionals. De vegades i sota un control estricte de la dosi de radiació administrada, la fototeràpia amb llum ultravioleta B ha demostrat ser un mètode eficaç davant aquest tipus de prurigen.[76]

- Prurigen mitigat o mitis. Denominació de la forma lleu de prurigen d'Hebra. Vegeu el prurigen agut de la infància.

- Prurigen nocturn. Es defineix com una sensació de pruïja molt incòmoda que es presenta durant el son. Acostuma a aparèixer en les fases I i II del son sincronitzat i les seves causes poden ser d'índole dermatològica (per exemple: cimicosi, sarna,[77] liquen pla, urticària crònica idiopàtica) o no dermatològica (trastorns de l'hematopoesi, hepatopatia, síndrome de les cames inquietes, entre altres).[78]

- Prurigen nodular o prurigen nodular de Hyde. Malaltia cutània molt pruent caracteritzada per l'aparició de nòduls arrodonits i sense tendència a la regressió, localitzats sobretot a la superfície de les extremitats.[79] Disminueix considerablement la qualitat de vida de les persones que pateixen la forma crònica de la malaltia.[80] Es veu sobretot en pacients d'entre 50 i 65 anys, però pot manifestar-se a qualsevol edat.[81] La pruïja associada és tan intensa i intolerable que pot originar una depressió greu i, fins i tot, induir al suïcidi.[82] El gratament determina l'aparició d'excoriacions o d'una queratosi berruciforme de color gris brut.[83] Afecta preferentment persones amb personalitat neuròtica. Hom considera que es tracta d'una forma nodular atípica del liquen simple crònic. Adesiara, sorgeix com a efecte secundari de la radioteràpia.[84] En malalts que tenen un prurigen nodular refractari al tractament habitual, l'ús de talidomida i lenalidomida (un derivat de la talidomida) pot ser beneficiós.[85] Aquest tipus de prurigen també ha estat anomenat liquen obtús, liquenificació nodular crònica de Pautrier i malaltia de Hyde.[86] Una variant de prurigen nodular del tot insòlita és el prurigen acral. Solament afecta les mans i els peus, respectant el tronc.[87]

- Prurigen pigmentós. Dermatosi inflamatòria infreqüent sense etiologia coneguda, que es caracteritza per episodis recurrents de pàpules eritematoses molt pruents i amb una intensa pigmentació reticulada.[88] Conegut també pel nom de malaltia de Nagashima,[89] es veu sobretot en dones joves japoneses.[90] Té una variant ampul·lar.[91] S'ha descrit algun rar cas d'aparició de prurigen pigmentós facial després d'una cirurgia bariàtrica.[92]

- Prurigen policitèmic de Kocsard. Prurigen que es presenta en la policitèmia.[93]

- Prurigen sine materia. Prurigen sense causa evident	ni presència de lesions cutànies, a banda d'excoriacions per gratada, per regla general d'origen neuropàtic o psíquic.[94]

- Prurigen subagut. Dermatitis crònica caracteritzada per seropàpules eritematoses, pàpules eritematoses semblants a les de les picades d'insectes, que són excoriades ràpidament a causa de la pruïja intensa que ocasionen, i es converteixen en pàpules crostoses, les quals deixen lesions residuals hiperpigmentades, i cicatrius atròfiques. L'etiologia és molt diversa: diabetis, gestació, malalties herpètiques, leucèmia limfocítica crònica, malaltia de Hodgkin, alteracions gastrointestinals, infestació per helmints, malalties ginecològiques (dismenorrea, ús d'anticonceptius, mastodínia premenstrual, ovaris poliquístics, hiperplàsia glandular quística de l'endometri, etc.), infeccions focals, trastorns neuròtics,[95] atòpia, etc. També rep els noms de prurigen simple,[96] prurigen simple subagut, prurigen subagut simple de l'adult, prurigen simple agut i subagut dels adults, estròful dels adults, liquen urticat, liquen urticat de Vidal o prurigen subagut simple de Brocq.

- Prurigen associat a la infecció pel VIH. Apareix en individus VIH positius amb un baix nivell de limfòcits T CD4+ (<200 cell/ul) i sense cap causa de pruïja identificable, que viuen predominantment a zones tropicals.[97] Es caracteritza per la presència d'una erupció papular que afecta de forma simètrica el dors de les mans, el tronc, les superfícies extensores dels braços i la cara, respectant les palmes de les mans i les plantes dels peus.[98] Alguns especialistes creuen que una resposta d'hipersensibilitat anòmala i exagerada a les picades d'artròpodes podria estar implicada en la seva patogènesi.[99] Encara que la teràpia antiretroviral actuï eficaçment, en la majoria dels pacients aquesta mena de prurigen persisteix o recidiva.[100] Certs casos s'han resolt amb l'administració monitorada de talidomida oral.[101]

- Prurigen braquioradial. És una disestèsia neuropàtica pruriginosa localitzada a les zones dorsolaterals de les extremitats superiors que es manifesta sobretot en dones de pell clara amb canvis degeneratius cervicals i que empitjora quan la pell s'exposa directament al sol o la radiació ultraviolada.[102] Pot tenir un curs força variable, una característica desconcertant que complica molt el seu diagnòstic.[103]
- Prurigen induït per l'administració neuroaxial d'opioides.[104] És un efecte secundari molt molest que apareix després de la introducció epidural[105] o intratecal de fàrmacs opioides amb finalitat anestèsica. Por ser inclús més desagradable que el dolor que es pretén evitar. S'han emprat molts medicaments amb diferents mecanismes d'acció per prevenir-lo i/o tractar-lo, els quals han obtingut uns resultats força variables.[106]

## Tractament
El tractament del prurigen depèn de l'etiologia. Moltes vegades, però, és difícil determinar d'entrada la causa de l'afecció i s'ha de recórrer a fàrmacs simptomàtics per a alleujar de forma ràpida la pruïja i evitar les lesions de gratada. En casos de prurigen crònic refractaris a la medicació convencional, és convenient de mantenir sempre un nivell d'humitat cutània correcte i de reduir l'estrès del pacient emprant teràpia conductista.
Alguns malalts amb prurigen responen malament als clàssics antihistamínics o als neuromoduladors tòpics i necessiten opcions medicamentoses sistèmiques que s'adaptin a la patogènia que tenen. Depenent de l'etiologia i característiques del prurigen, els fibrats, els cannabinoides, la naloxona, la rifampicina, el serlopitant o l'aprepitant (uns antagonistes del receptor de la neuroquinina-1), la difelicefalina (un agonista del receptor opioide kappa), el baricitinib o el tofacitinib (uns inhibidors de la cinasa Janus administrats per via oral), el linerixibat (un inhibidor de la via de transport dels àcids biliars ileals), el nemolizumab o el dupilumab (uns anticossos monoclonals), la paroxetina, la mirtazapina (un antidepressiu tetracíclic), la doxiciclina combinada amb tacrolimús tòpic, el tiosulfat de sodi i l'estimulació elèctrica transcutània poden ser eines terapèutiques eficaces.